# Bandstand
Bandstand – szósty album studyjny brytyjskiego zespołu rockowego Family wydany we wrześniu 1972. Ostatni album z udziałem Johna „Poli” Palmera i Johna Wettona. Album uplasował się na 15. miejscu listy UK Albums Chart i 183. listy Billboard 200.

## Spis utworów
Wszystkie utwory skomponowali Chapman/Whitney z wyjątkiem:
Strona A
| 1. | „Burlesque”                           | 4:04  |
|    |                                       |       |
| 2. | „Bolero Babe”                         | 4:36  |
|    |                                       |       |
| 3. | „Coronation” (Whitney-Chapman-Wetton) | 3:50  |
|    |                                       |       |
| 4. | „Dark Eyes” (Chapman-Palmer)          | 1:46  |
|    |                                       |       |
| 5. | „Broken Nose”                         | 4:09  |
|    |                                       |       |
|    |                                       | 18:25 |
|    |                                       |       |
Strona B
| 1. | „My Friend The Sun” | 4:20  |
|    |                     |       |
| 2. | „Glove”             | 4:49  |
|    |                     |       |
| 3. | „Ready To Go”       | 4:36  |
|    |                     |       |
| 4. | „Top of the Hill”   | 5:39  |
|    |                     |       |
|    |                     | 19:24 |
|    |                     |       |

## Skład

### Family
- Roger Chapman – śpiew, instrumenty perkusyjne, saksofon sopranowy na „Bolero Babe”
- Charlie Whitney – gitara, keyboard na „Dark Eyes”
- Poli Palmer – keyboard, wibrafon, flet, instrumenty perkusyjne, gitara na „Dark Eyes”
- John Wetton – gitara, gitara basowa, śpiew
- Rob Townsend – perkusja

### Goście
- Linda Lewis – wokal wspierający na „Broken Nose”
- Del Newman – przygotowanie strun